# John Ramsay McCulloch
Pour les articles homonymes, voir John Ramsay, Ramsay et McCulloch.
John Ramsay McCulloch (né le 1er mars 1789 - mort le 11 novembre 1864) est un économiste écossais.
Sous l'impulsion de son disciple, J.-R. McCulloch, qui dirige la première édition de ses œuvres complètes (1846), David Ricardo, suivant la formule de Keynes, « conquit l'Angleterre aussi complètement que la Sainte-Alliance conquit l'Espagne » : les multiples commentaires reçus après la première édition de ses principes, notamment avec Malthus, Say, Mill et McCulloch poussent Ricardo à éclaircir sa pensée dans la troisième édition de 1821, qui est désormais 'la' référence.

## Travaux

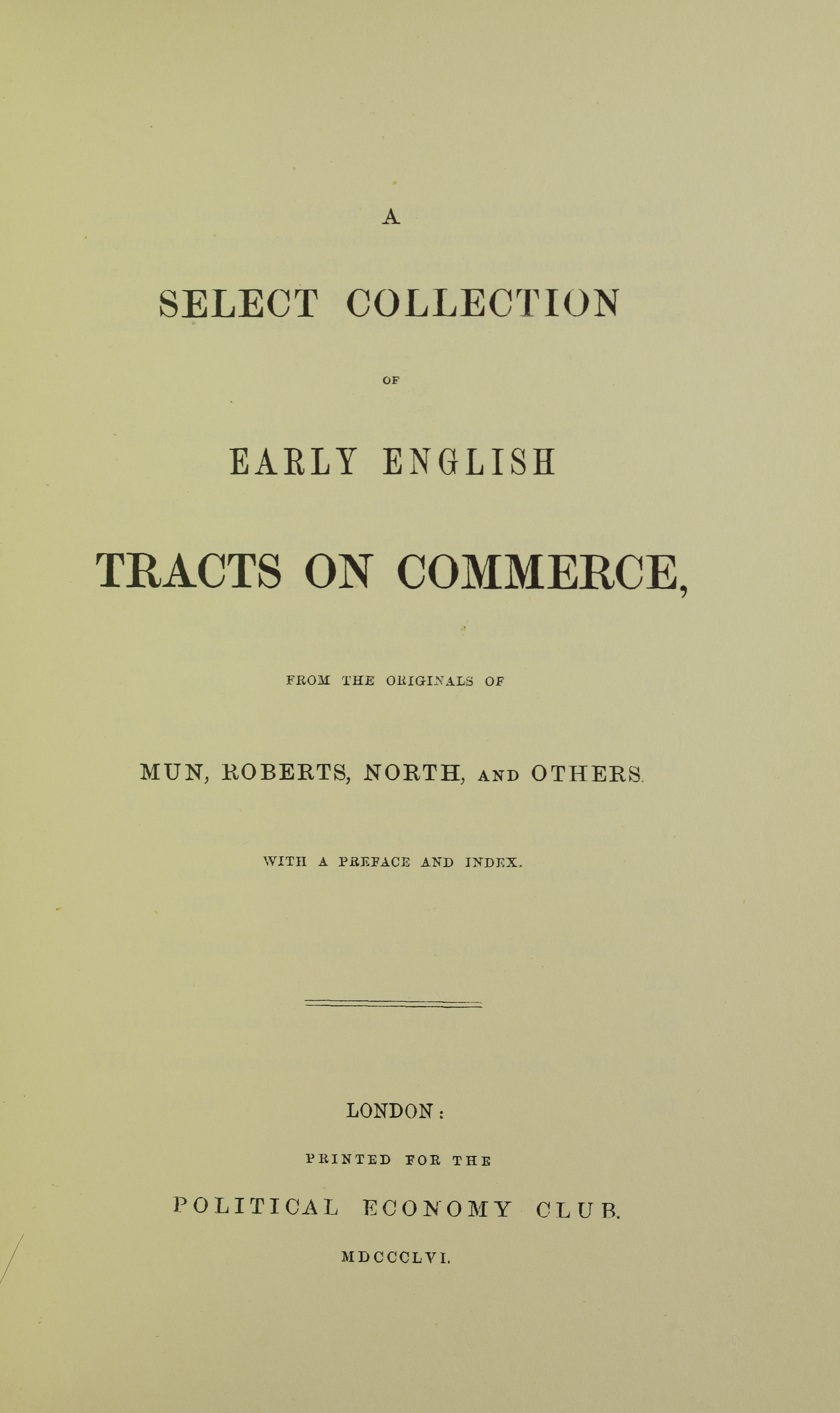
Early english tracts on commerce, 1954

- An Essay on a Reduction of the Interest of the National Debt, 1816.
- On Ricardo's Principles of Political Economy and Taxation, 1818, Edinburgh Review
- Taxation and the Corn Laws, 1820, Edinburgh Review
- The Opinions of Messrs. Say, Sismondi and Malthus, on Effects of Machinery and Accumulation, 1821, Edinburgh Review
- On Combination Laws, Restraints on Emigration, &c., 1824, Edinburgh Review
- Political Economy, 1824, Encyclopaedia Britannica.
- French Law of Succession, 1824, Edinburgh Review.
- A Discourse on the Rise, Progress, Peculiar Objects and Importance of Political Economy, 1824.
- The Principles of Political Economy, with a sketch of the rise and progress of the science. 1825.
- An Essay on the Circumstances which Determine the Rate of Wages and the Condition of the Working Classes, 1826.
- On Commercial Revulsions, 1826, Edinburgh Review
- Abolition of the Corn Laws, 1826, Edinburgh Review
- On Poor Laws, 1828, Edinburgh Review
- Rise, Progress, Present State, and Prospects of the British Cotton Manufacture, 1827, Edinburgh Review.
- Introduction to An Inquiry Into the Nature and Causes of the Wealth of Nations by Adam Smith, (ed. J.R. McCulloch), 1828.
- Jones on the Theory of Rent, Edinburgh Review, 1831.
- Principles, Practice and History of Commerce, 1831.
- Chalmers on Political Economy, 1832, Edinburgh Review.
- A Dictionary, Practical, Theoretical and Historical of Commerce and Commercial Navigation, Longman, 1832.
- A Descriptive and Statistical Account of the British Empire, exhibiting its extent, physical capacities, population, industry, and civil and religious institutions. 2 volumes, 1837
- Statements Illustrative of the Policy and Probable Consequence of the Proposed Repeal of the Existing Corn Law, 1841.
- The Literature of Political Economy, 1845.
- The Works of David Ricardo, Esq. with a notice of the life and writings of the author (ed. J.R. McCulloch), 1846.
- A Treatise on the Succession to Property Vacant by Death, 1848.
- A Treatise on Metallic and Paper Money and Banks, 1858
- Treatises and Essays, 1859.
- A Treatise on the Principles and Practical Influence of Taxation and the Funding System, 1863.